# Banyolí
|  | Aquest article tracta sobre la moneda. Si cerqueu els habitants de la ciutat del Pla de l'Estany, vegeu «Banyoles». |

El banyolí fou una moneda d'aram batut encunyada a Banyoles entre el 1600 i el 1605 del tipus diner. La seva emissió fou molt polèmica, ja que la vila va superar de llarg la quantitat de producció que tenia legalment autoritzada. Les monedes es van escampar àmpliament tot inundant Girona, la qual va pronunciar enèrgiques protestes per aquest abús i prengué certes mesures. Finalment Banyoles va acabar renunciant al privilegi d'emissió que li havien atorgat davant de les amenaces de represàlia.